# Viktor Ovtsjarenko

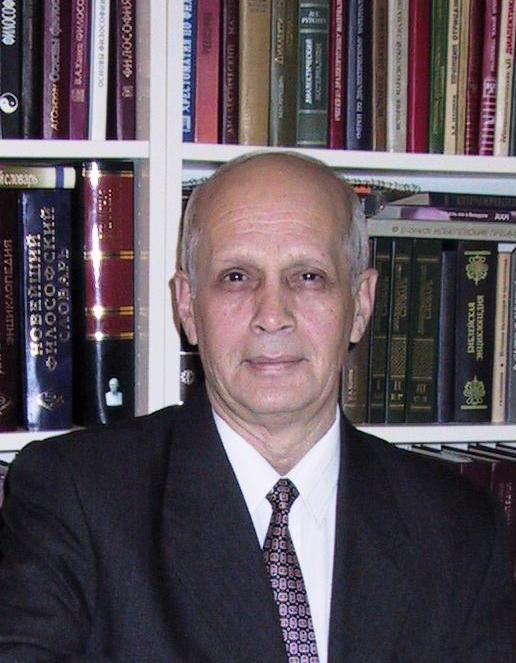
Viktor Ovtsjarenko

Viktor Ivanovitsj Ovtsjarenko (Russisch: Виктор Иванович Овчаренко) (Dimitrovgrad, 5 februari 1943 - Moskou, 5 mei 2009) was een Russisch filosoof, socioloog, historicus en psycholoog.
Ovtsjarenko studeerde geschiedenis aan de Staatsuniversiteit van Wit-Rusland en volgde ook een opleiding filosofie. Hij maakte zijn doctoraat over een Kritische analyse van de persoonlijkheidsanalyse in het psychoanalytisch systeem van Freud en  was sinds 1985 professor filosofie aan de Staatsuniversiteit van Moskou.
Op wetenschappelijk gebied situeerden de belangrijkste verwezenlijkingen van Ovtsjarenko zich op het gebied van het sociologisch psychologisme, de problemen van de persoonlijkheidspsychologie en de interpersoonlijke relaties; de inhoud, denkmodellen, geschiedenis, theorie en methodologie van de psychoanalyse en het post-freudisme; de menselijke dimensie van de wereldgeschiedenis, vervreemding en humanisme; de geschiedenis van de filosofie, sociologie en psychologie; de metafilosofie en de leermethoden van de filosofie. Hij toonde aan dat het ontstaan van een westerse en een oosterse versie van het conceptueel humanisme het resultaat was van een systematische filosofische activiteit in de oudheid.
Hij voerde ook onderzoek uit naar paradigma's en naar trends in het klassiek en modern sociaal denken. In 1990 legde hij de basis voor het "sociologisch psychologisme", "een concept dat betrekking heeft op de actie en interactie van sociale, groeps- en individuele psychische factoren en een voorwaarde is voor onderzoek en uitleg van sociale fenomenen en processen", aldus Ovtsjarenko zelf.
In 1993 begon Ovtsjarenko een campagne om de originelen of kopieën van documenten en materialen over de geschiedenis van de Russische psychoanalyse, terug te halen naar Rusland. In 1994 publiceerde hij een "psychoanalytisch glossarium" — de eerste uitgave in het Russisch van een woordenboek en referentiewerk over de geschiedenis van de psychoanalyse, met systematische gegevens over de geschiedenis van de psychoanalyse, ideeën en leidende figuren, terminologie, klassieke en moderne scholen en theorieën.
Ovtsjarenko onderscheidde drie belangrijke fasen in de ontwikkeling van de klassieke psychoanalyse:
1. de klinische fase (1896-1905),
2. de psychologische fase (1905-1913),
3. de metafysische fase (1913-1939).

Ovtsjarenko heeft wetenschappelijke en filosofische begrippen geïntroduceerd als "sociologisch psychologisme", "conceptueel problematisch complex", "conceptueel problematische associaties", "verspreide rationele sfeer", "verspreide psychoanalytische sfeer" enzovoorts.

## Belangrijkste werken
- "Psychoanalytisch glossarium" (1994)
- "Sociologisch psychologisme. Een kritische analyse" (1990, met A.A. Gritsanov)
- "Mens en vervreemding" (1991, met A.A. Gritsanov)
- "De geschiedenis van de sociologie" (1993, 1997, mede-auteur)
- "Filosofische en sociale antropologie" (1997, mede-auteur)
- "Psychoanalytische literatuur in Rusland" (1998, met V.M. Leibin)
- "Psychoanalyse. Een populaire encyclopedie" (1998, mede-auteur)
- "Antologie van de Russische psychoanalyse" (1999, met V.M. Leibin)
- "Nieuw filosofisch woordenboek" (1999, 2001, mede-auteur)
- "Moderne westerse filosofie" (2000, mede-auteur)
- "Russische psychoanalysten" (2000)
- "Klassieke en moderne psychoanalyse" (2000)
- "Wereldencyclopedie: filosofie" (2000, mede-auteur)
- "Postmodernisme-encyclopedie" (2001, mede-auteur)
- "De geschiedenis van de filosofie" (2002, mede-auteur)
- "Wereldencyclopedie: filosofie van de 20e eeuw" (2002, mede-auteur)
- "Engels-Russisch psychoanalytisch woordenboek" (2003)
- "Nieuwste filosofische woordenboek" (2003, mede-auteur)
- "Sociologie-encyclopedie" (2003, mede-auteur)
- "De geschiedenis van de psychologie" (2005, mede-auteur)
- "Summa psychoanalitica" (2006)
- "Klinische psychologie. Woordenboek" (2007, mede-auteur)
- "De Bolsjevistische filosofie" (2008)